# Leptotarsus phaedrus
Leptotarsus phaedrus är en tvåvingeart som först beskrevs av Alexander 1949.  Leptotarsus phaedrus ingår i släktet Leptotarsus och familjen storharkrankar. Inga underarter finns listade i Catalogue of Life.